# Tällberg
Tällberg est une localité de Suède dans la commune de Leksand située dans le comté de Dalécarlie.
Sa population était de 864 habitants en 2019.

## Histoire
La région de Tällberg fut peuplée dès l'Âge de pierre.
Le village fut cependant mentionné officiellement pour la première fois en 1320.
Les habitants de la commune ont, durant la majorité de son histoire, principalement vécu de l’agriculture. Cependant, à partir de la fin du XIXe siècle, des activités touristiques s'y développent.
En 1914, le chemin de fer arriva à Tällberg.